# 印度—蒙古國關係

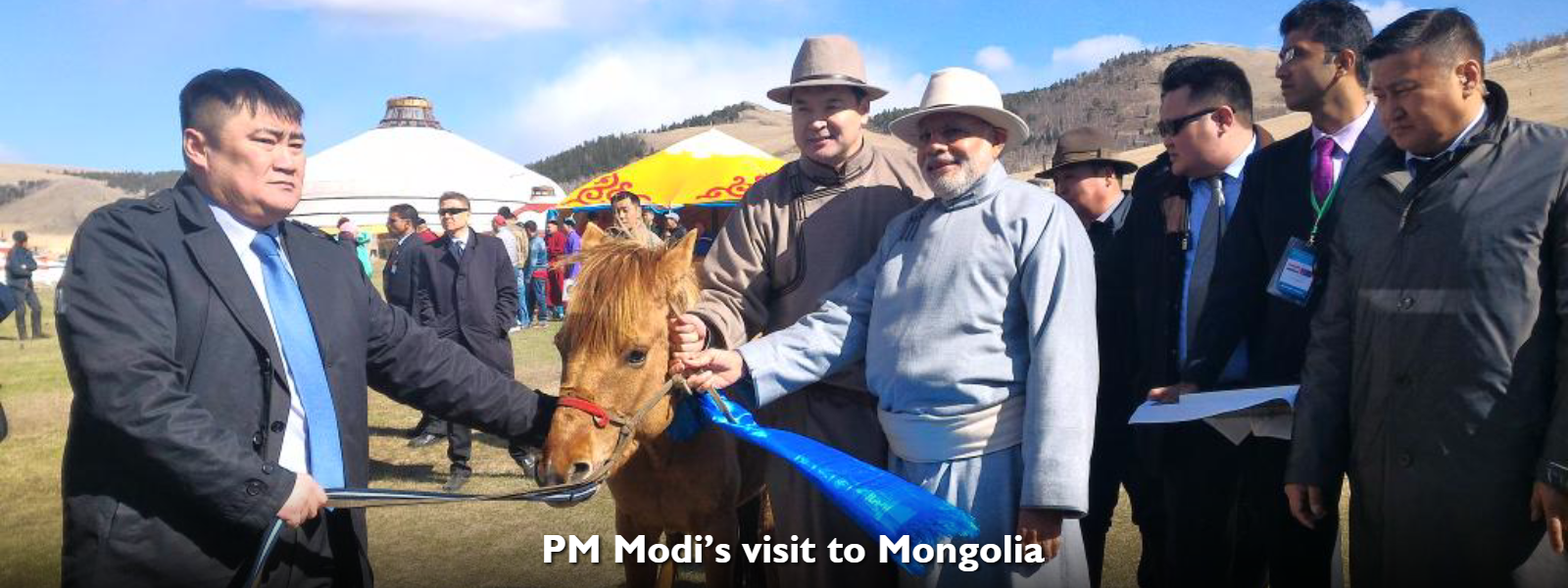
印度总理纳伦德拉·莫迪在2015年5月对蒙古国进行国事访问。

印度－蒙古國关系，是指印度與蒙古之間的雙邊關係。
印度于1955年12月同蒙古建立外交关系。印度是苏联集团外与蒙古建立外交关系的第一个国家。自那时起，在1973年，1994年，2001年和2004年，两国之间都有相互友好合作条约。
蒙古支持印度成为联合国安全理事会常任理事国，而印度则支持将蒙古列为不结盟运动的正式成员。
根据2010年的盖洛普调查，26％的蒙古人批准印度领导，9％不赞成和66％不确定。26％的蒙古人赞成印度；9％不赞成、66％不确定。

## 历史关系
印度和蒙古之间历史上的互动超过2700年。

### 德里苏丹国
在德里蘇丹國期间，印度多次被察合台汗國入侵，在14世紀，來自中亚的突厥-蒙古征服者，巴魯剌思氏出身的帖木儿袭击了印度北部城市德里的圖格魯克王朝统治的Sultan Nasir-ud Din Mahmud。 
 
苏丹的军队于1398年12月17日被击败。
帖木儿进入德里，城市被毁、成為废墟，帖木儿的军队杀害和掠夺三天三夜。除了賽義德、伊斯蘭学者、和其他穆斯林之外，有 10万名战俘在一天内死亡。

## 蒙兀兒帝國
在16世紀，帖木儿的後裔巴布爾從喀布爾入侵印度北部，成立蒙兀兒帝國。